# Podoserpula
Podoserpula es un género de fungi perteneciente a la familia de las Amylocorticiaceae. El género es  monotípico, conteniendo únicamente la distribuida especie Podoserpula pusio.